# Murciélago Plateado Jr.
Murciélago Plateado Jr., (spanska: fladdermusen av silver), född 18 maj 1998 i Irapuato i Guanajuato, är en mexikansk fribrottare (luchador).
Murciélago Plateado Jr. är en tredje generationens fribrottare, både hans far och farfar har tidigare utövat sporten. Han är även känd under öknamnen El Principe Nocturno och El Rey del Aire tack vare hans innovativa och flygande stil i ringen. 
Som många andra mexikanska fribrottare brottas Murciélago Plateado Jr. med fribrottningsmask, enligt traditionerna inom lucha libre. Hans riktiga namn, utseende och identitet är således inte kända av allmänheten.

## Karriär
Murciélago Plateado Jr. inledde sin karriär i sin hemstad Irapuato år 2013 då han brottades på mindre evenemang. Med tiden blev han allt oftare bokad i Arena Querétaro i den närliggande staden Santiago de Querétaro för förbund som TAO och Generación XXI. Han blev senare, under den senare delen av 2010-talet, ett av de största namnen på den mexikanska oberoende fribrottningsscenen.
I april 2019 fick han sitt genombrott då han gick en match mot Aramís och Bandido i Arena Naucalpan i Naucalpan de Juarez nära Mexico City. Matchen gick av stapeln inför en fullsatt arena och fick mycket goda recensioner. Sedan dess har han brottats regelbundet i förbund som Grupo Internacional Revolucion (IWRG), Desastre Total Ultraviolento, Lucha Memes, MexaWrestling med flera. Han har även brottats för KAOZ Lucha Libre och andra mindre ligor i Monterrey i norra Mexiko. Murciélago Plateado Jr. har också tillfälligt varit en del av gruppen Los Kamikazes del Aire med Aramís, Iron Kid och Alas de Acero när någon av dem har varit otillgängliga eller skadade.